# Ondřej Zmrzlý
Ondřej Zmrzlý, né le 22 avril 1999 en Tchéquie, est un footballeur international tchèque qui évolue au poste d'arrière gauche au SK Slavia Prague.

## Biographie

### En club
Né en Tchéquie, Ondřej Zmrzlý est formé par le SK Sigma Olomouc. Il joue son premier match en professionnel le 26 septembre 2018, lors d'une rencontre de coupe de Tchéquie face au FK Fotbal Třinec. Il entre ne jeu à la place de David Houska et son équipe s'impose par sept buts à zéro.
Zmrzlý fait sa première apparition en première division tchèque le 13 juillet 2019, à l'occasion de la première journée de la saison 2019-2020 face au FC Viktoria Plzeň. Il entre en jeu et son équipe est battue par trois buts à un.
Formé initialement au milieu de terrain, il s'impose au poste d'arrière gauche à partir de 2020, il marque cette année là son premier but en première division tchèque, le 30 septembre contre le FC Fastav Zlín. Il est titularisé et donne la victoire des siens en marquant le seul but de la partie,.
Le 5 janvier 2024, Ondřej Zmrzlý rejoint le SK Slavia Prague. Il signe un contrat courant jusqu'en juin 2027 et portera le numéro 33.

### En sélection
Ondřej Zmrzlý représente l'équipe de Tchéquie des moins de 20 ans pour un total de cinq matchs joués, tous en 2019.
Ondřej Zmrzlý est convoqué pour la première fois avec l'équipe nationale de Tchéquie par le sélectionneur Jaroslav Šilhavý le 8 novembre 2022. Il honore sa première sélection avec la Tchéquie le 16 novembre 2022 lors d'un match face aux îles Féroé. Il entre en jeu à la place de Václav Černý et son équipe s'impose par cinq buts à zéro.